# Bells of Rosarita
Bells of Rosarita è un film del 1945 diretto da Frank McDonald.
È un film western statunitense a sfondo musicale con Roy Rogers, George 'Gabby' Hayes e Dale Evans.

## Produzione
Il film, diretto da Frank McDonald su una sceneggiatura e un soggetto di Jack Townley, fu prodotto da Edward J. White per la Republic Pictures e girato nell'Iverson Ranch a Chatsworth in California nel gennaio del 1945.

## Colonna sonora
- Bells of Rosarita - scritta da Jack Elliott, cantata da Roy Rogers, Dale Evans e Sons of the Pioneers
- Bugler's Lullaby - scritta da Robert Mitchell e Betty Best, cantata da the Robert Mitchell Boys' Choir
- Trail Herdin' Cowboy - scritta da Bob Nolan, cantata da Bob Nolan e dai Sons of the Pioneers
- Aloha  - ballata da Adele Mara
- I'm Going To Build a Big Fence Around Texas - scritta da Cliff Friend, Katherine Phillips e George Olsen, cantata da Roy Rogers e dai Sons of the Pioneers
- When the Circus Comes To Town - scritta da Jerry Eaton e Terry Shand, cantata da Roy Rogers e dai Sons of the Pioneers
- Singing Down the Road - musica di Raymond Scott, parole di Charles Tobias
- Michael Finnegan *Under a Blanket of Blue - scritta da Jerry Livingston, Marty Symes e Al Neiburg, cantata da Dale Evans

## Distribuzione
Il film fu distribuito negli Stati Uniti dal 19 giugno 1945 al cinema dalla Republic Pictures. È stato distribuito anche in Brasile con il titolo Os Sinos de Rosarita.

## Promozione
La tagline è: "All These Western Stars...Plus Music, romantico and Thrills!".